# Flaux
Flaux est une commune française située dans l'est du département du Gard, en région Occitanie. Ses habitants sont appelés Flauxois et Flauxoises.
Exposée à un climat méditerranéen, aucun cours d'eau permanent n'est répertorié sur la commune. Incluse dans les gorges du Gardon.
Flaux est une commune rurale qui compte 338 habitants en 2022, après avoir connu une forte hausse de la population depuis 1968.  Elle fait partie de l'aire d'attraction d'Uzès. Ses habitants sont appelés les Flausois ou  Flausoises.

## Géographie

### Localisation
Commune située à 7 km d'Uzès.
|               | Saint-Hippolyte-de-Montaigu | La Capelle-et-Masmolène |
| Saint-Siffret | Flaux                       |                         |
|               | Vers-Pont-du-Gard           | Castillon-du-Gard       |

### Climat
Pour des articles plus généraux, voir Climat de l'Occitanie et Climat du Gard.
En 2010, le climat de la commune est de type climat méditerranéen franc, selon une étude s'appuyant sur une série de données couvrant la période 1971-2000. En 2020, Météo-France publie une typologie des climats de la France métropolitaine dans laquelle la commune est exposée à un climat méditerranéen et est dans la région climatique Provence, Languedoc-Roussillon, caractérisée par une pluviométrie faible en été, un très bon ensoleillement (2 600 h/an), un été chaud (21,5 °C), un air très sec en été, sec en toutes saisons, des vents forts (fréquence de 40 à 50 % de vents > 5 m/s) et peu de brouillards.
Pour la période 1971-2000, la température annuelle moyenne est de 13,5 °C, avec une amplitude thermique annuelle de 17,2 °C. Le cumul annuel moyen de précipitations est de 807 mm, avec 6,2 jours de précipitations en janvier et 3,1 jours en juillet. Pour la période 1991-2020, la température moyenne annuelle observée sur la station météorologique la plus proche, située sur la commune d'Uzès à 7 km à vol d'oiseau, est de 14,5 °C et le cumul annuel moyen de précipitations est de 809,4 mm,. Pour l'avenir, les paramètres climatiques de la commune estimés pour 2050 selon différents scénarios d'émission de gaz à effet de serre sont consultables sur un site dédié publié par Météo-France en novembre 2022.

### Milieux naturels et biodiversité

#### Espaces protégés
La protection réglementaire est le mode d’intervention le plus fort pour préserver des espaces naturels remarquables et leur biodiversité associée,.
La commune fait partie de la zone de transition des gorges du Gardon, un territoire d'une superficie de 23 800 ha reconnu réserve de biosphère par l'UNESCO en 2015 pour l'importante biodiversité qui la caractérise, mariant garrigues, plaines agricoles et yeuseraies,.

## Urbanisme

### Typologie
Au 1er janvier 2024, Flaux est catégorisée commune rurale à habitat dispersé, selon la nouvelle grille communale de densité à sept niveaux définie par l'Insee en 2022.
Elle est située hors unité urbaine. Par ailleurs la commune fait partie de l'aire d'attraction d'Uzès, dont elle est une commune de la couronne,. Cette aire, qui regroupe 18 communes, est catégorisée dans les aires de moins de 50 000 habitants,.

### Occupation des sols
L'occupation des sols de la commune, telle qu'elle ressort de la base de données européenne d’occupation biophysique des sols Corine Land Cover (CLC), est marquée par l'importance des forêts et milieux semi-naturels (79,5 % en 2018), une proportion identique à celle de 1990 (79,5 %). La répartition détaillée en 2018 est la suivante : 
forêts (76,6 %), terres arables (9,4 %), cultures permanentes (7,3 %), milieux à végétation arbustive et/ou herbacée (3 %), zones urbanisées (2,8 %), zones agricoles hétérogènes (1 %). L'évolution de l’occupation des sols de la commune et de ses infrastructures peut être observée sur les différentes représentations cartographiques du territoire : la carte de Cassini (XVIIIe siècle), la carte d'état-major (1820-1866) et les cartes ou photos aériennes de l'IGN pour la période actuelle (1950 à aujourd'hui).

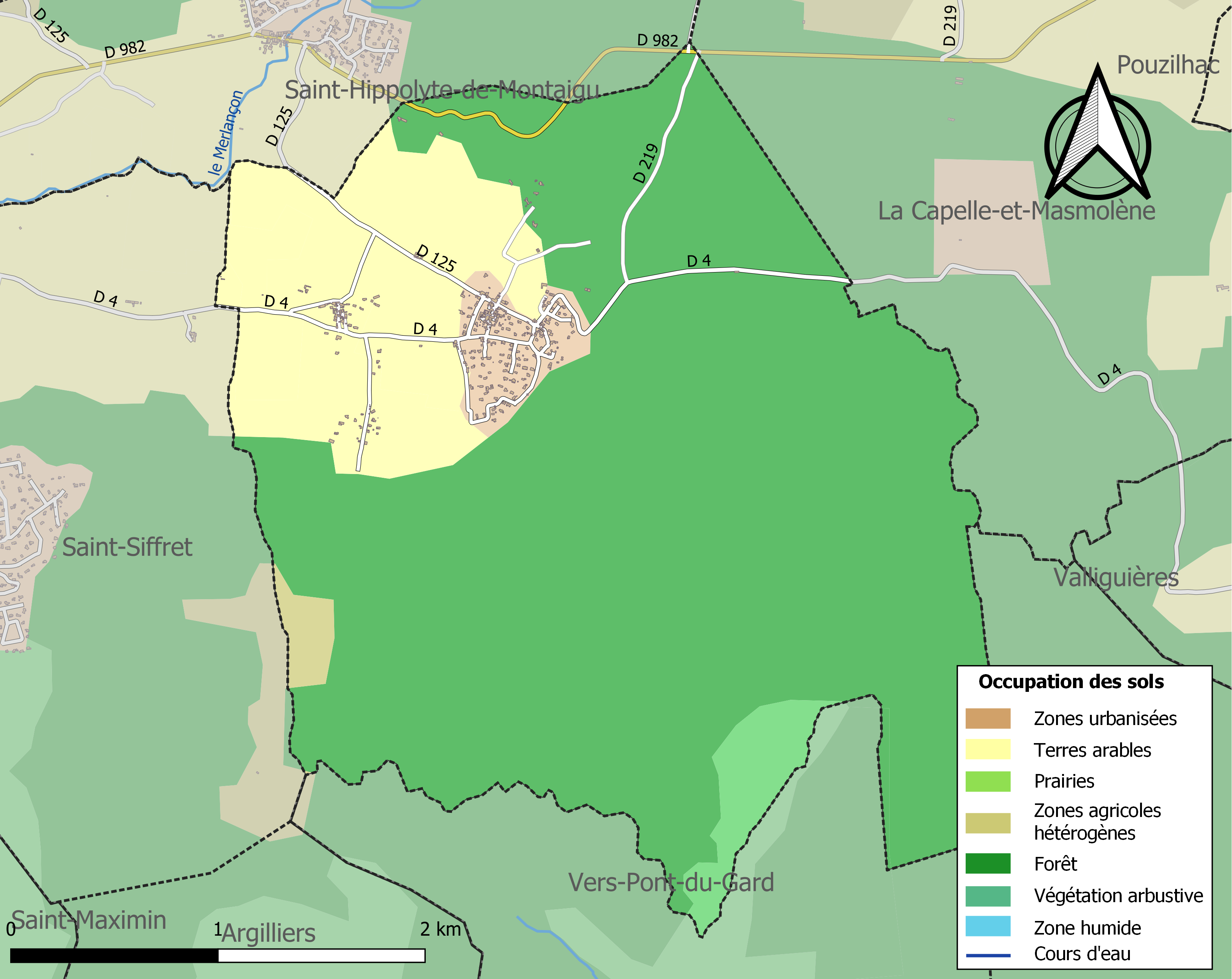
Carte des infrastructures et de l'occupation des sols de la commune en 2018 (CLC).

### Risques majeurs
Le territoire de la commune de Flaux est vulnérable à différents aléas naturels : météorologiques (tempête, orage, neige, grand froid, canicule ou sécheresse), inondations, feux de forêts et séisme (sismicité modérée). Un site publié par le BRGM permet d'évaluer simplement et rapidement les risques d'un bien localisé soit par son adresse soit par le numéro de sa parcelle.
Certaines parties du territoire communal sont susceptibles d’être affectées par le risque d’inondation par débordement de cours d'eau et par une crue torrentielle ou à montée rapide de cours d'eau, notamment le ruisseau de la Candouillère. La commune a été reconnue en état de catastrophe naturelle au titre des dommages causés par les inondations et coulées de boue survenues en 1982, 1983, 1988, 1990, 1996, 1998, 2002, 2008 et 2014,.

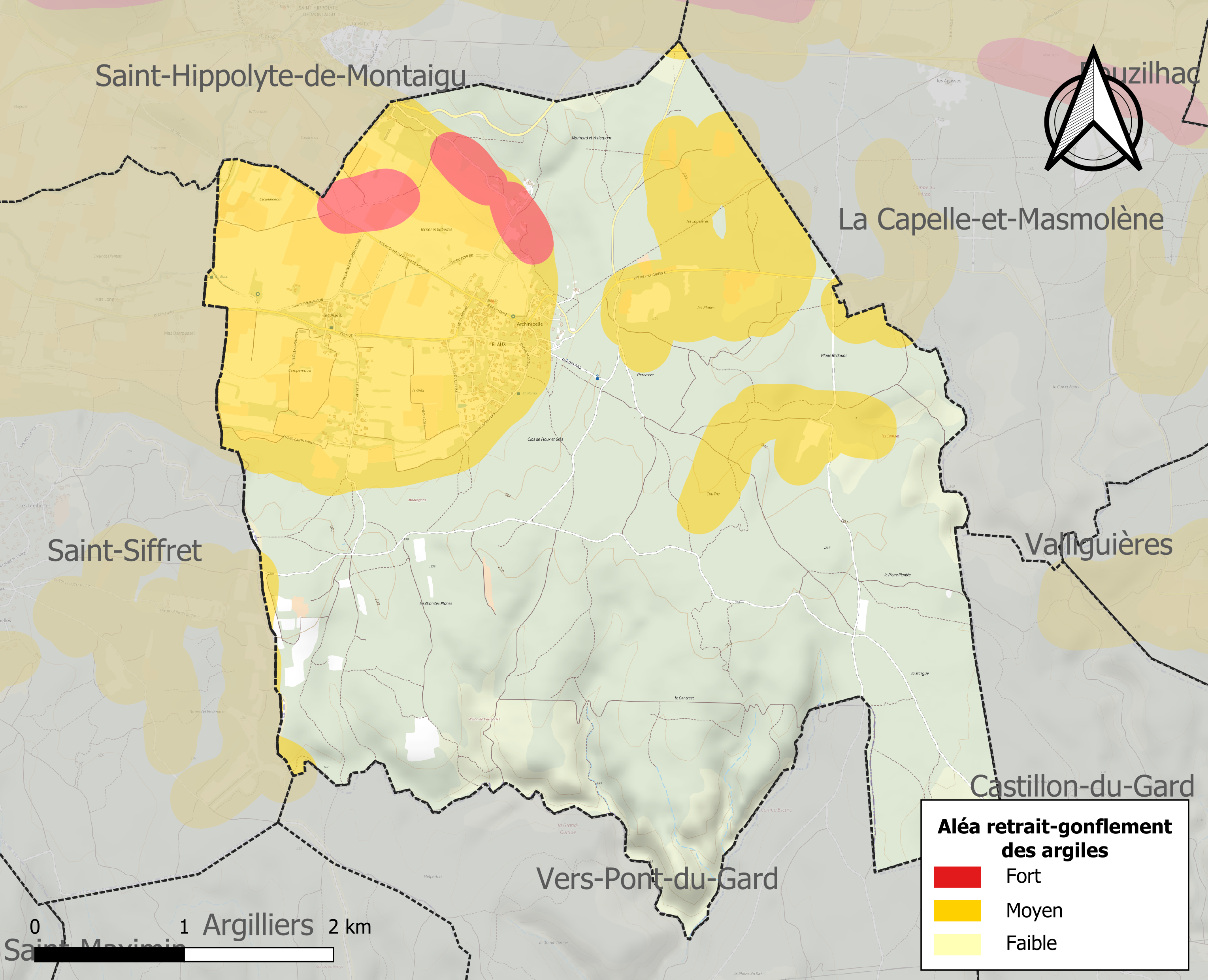
Carte des zones d'aléa retrait-gonflement des sols argileux de Flaux.

Le retrait-gonflement des sols argileux est susceptible d'engendrer des dommages importants aux bâtiments en cas d’alternance de périodes de sécheresse et de pluie. 34,3 % de la superficie communale est en aléa moyen ou fort (67,5 % au niveau départemental et 48,5 % au niveau national). Sur les 235 bâtiments dénombrés sur la commune en 2019, 228 sont en aléa moyen ou fort, soit 97 %, à comparer aux 90 % au niveau départemental et 54 % au niveau national. Une cartographie de l'exposition du territoire national au retrait gonflement des sols argileux est disponible sur le site du BRGM,.
Par ailleurs, afin de mieux appréhender le risque d’affaissement de terrain, l'inventaire national des cavités souterraines permet de localiser celles situées sur la commune.
Concernant les mouvements de terrains, la commune a été reconnue en état de catastrophe naturelle au titre des dommages causés par la sécheresse en 2017, par des mouvements de terrain en 1983 et par des glissements de terrain en 1988.

## Toponymie
Occitan Flaus, du roman Flaus. Le village est transcrit mansus de Flaus en 1226 et 1254, Flaucium en 1314, nom latin repris par F. Mistral.

## Histoire

### Moyen Âge
La bibliothèque du grand séminaire de Nîmes relate le nom de Flaus, Mansus de Flaus en 1226.

## Politique et administration

### Liste des maires
| Période                                  | Période  | Identité                  | Étiquette     | Qualité                                                        |
| ---------------------------------------- | -------- | ------------------------- | ------------- | -------------------------------------------------------------- |
| 1953                                     |          | Armand Cavard (1914-1969) | PPUS puis UNR | Conseiller général du canton d'Uzès (1955-1961)                |
| 1989                                     | 2001     | Abel Souron               | PS            |                                                                |
| 2001                                     | 2020     | Nicole Perez              | SE            | Présidente de la communauté de communes de l'Uzège (2008-2012) |
| 2020                                     | En cours | Denis Juvin               | SE            | Viticulteur                                                    |
| Les données manquantes sont à compléter. |          |                           |               |                                                                |

## Population et société

### Démographie
L'évolution du nombre d'habitants est connue à travers les recensements de la population effectués dans la commune depuis 1793. Pour les communes de moins de 10 000 habitants, une enquête de recensement portant sur toute la population est réalisée tous les cinq ans, les populations de référence des années intermédiaires étant quant à elles estimées par interpolation ou extrapolation. Pour la commune, le premier recensement exhaustif entrant dans le cadre du nouveau dispositif a été réalisé en 2006.

En 2022, la commune comptait 338 habitants, en évolution de −9,63 % par rapport à 2016 (Gard : +2,97 %, France hors Mayotte : +2,11 %).
| 1793 | 1800 | 1806 | 1821 | 1831 | 1836 | 1841 | 1846 | 1851 |
| ---- | ---- | ---- | ---- | ---- | ---- | ---- | ---- | ---- |
| 173  | 198  | 186  | 203  | 243  | 256  | 242  | 267  | 263  |

| 1856 | 1861 | 1866 | 1872 | 1876 | 1881 | 1886 | 1891 | 1896 |
| ---- | ---- | ---- | ---- | ---- | ---- | ---- | ---- | ---- |
| 269  | 308  | 338  | 345  | 294  | 304  | 268  | 270  | 257  |

| 1901 | 1906 | 1911 | 1921 | 1926 | 1931 | 1936 | 1946 | 1954 |
| ---- | ---- | ---- | ---- | ---- | ---- | ---- | ---- | ---- |
| 234  | 233  | 229  | 187  | 165  | 150  | 137  | 115  | 119  |

| 1962 | 1968 | 1975 | 1982 | 1990 | 1999 | 2006 | 2011 | 2016 |
| ---- | ---- | ---- | ---- | ---- | ---- | ---- | ---- | ---- |
| 119  | 113  | 134  | 167  | 239  | 261  | 294  | 317  | 374  |

| 2021 | 2022 | - | - | - | - | - | - | - |
| ---- | ---- | - | - | - | - | - | - | - |
| 352  | 338  | - | - | - | - | - | - | - |

## Économie

### Revenus
En 2018  (données Insee publiées en septembre 2021), la commune compte 147 ménages fiscaux, regroupant 345 personnes. La médiane du revenu disponible par unité de consommation est de 21 190 € (20 020 € dans le département).

### Emploi
|                | 2008   | 2013  | 2018  |
| -------------- | ------ | ----- | ----- |
| Commune        | 11 %   | 5,8 % | 9,9 % |
| Département    | 10,6 % | 12 %  | 12 %  |
| France entière | 8,3 %  | 10 %  | 10 %  |

En 2018, la population âgée de 15 à 64 ans s'élève à 233 personnes, parmi lesquelles on compte 74,7 % d'actifs (64,9 % ayant un emploi et 9,9 % de chômeurs) et 25,3 % d'inactifs,. En  2018, le taux de chômage communal (au sens du recensement) des 15-64 ans est inférieur à celui de la France et du département, alors qu'en 2008 la situation était inverse.
La commune fait partie de la couronne de l'aire d'attraction d'Uzès, du fait qu'au moins 15 % des actifs travaillent dans le pôle,. Elle compte 51 emplois en 2018, contre 49 en 2013 et 43 en 2008. Le nombre d'actifs ayant un emploi résidant dans la commune est de 157, soit un indicateur de concentration d'emploi de 32,5 % et un taux d'activité parmi les 15 ans ou plus de 57,8 %.
Sur ces 157 actifs de 15 ans ou plus ayant un emploi, 42 travaillent dans la commune, soit 27 % des habitants. Pour se rendre au travail, 86,6 % des habitants utilisent un véhicule personnel ou de fonction à quatre roues, 1,3 % les transports en commun, 3,8 % s'y rendent en deux-roues, à vélo ou à pied et 8,3 % n'ont pas besoin de transport (travail au domicile).

### Activités hors agriculture
26 établissements sont implantés  à Flaux au 31 décembre 2019. Le tableau ci-dessous en détaille le nombre par secteur d'activité et compare les ratios avec ceux du département,.
Le secteur du commerce de gros et de détail, des transports, de l'hébergement et de la restauration est prépondérant sur la commune puisqu'il représente 26,9 % du nombre total d'établissements de la commune (7 sur les 26 entreprises implantées  à Flaux), contre 30 % au niveau départemental.

### Agriculture
|               | 1988 | 2000 | 2010 | 2020 |
| ------------- | ---- | ---- | ---- | ---- |
| Exploitations | 14   | 5    | 5    | 2    |
| SAU (ha)      | 179  | 138  | 205  | 110  |

La commune est dans les Garrigues, une petite région agricole occupant le centre du département du Gard. En 2020, l'orientation technico-économique de l'agriculture  sur la commune est la viticulture. Deux exploitations agricoles ayant leur siège dans la commune sont dénombrées lors du recensement agricole de 2020 (14 en 1988). La superficie agricole utilisée est de 110 ha,,.

## Culture locale et patrimoine

### Édifices civils
- Le bâtiment mairie/école.
- Le château du XIIIe siècle et son parc.

### Édifices religieux
- L'église Saint-Pierre de Flaux.

### Personnalités liées à la commune
André Gide, dans son autobiographie Si le grain ne meurt, raconte qu'à quatre ou cinq ans, il serait passé dans ce village. Il aurait alors mordu l'épaule de sa cousine mademoiselle de Flaux, la trouvant belle, au lieu de l'embrasser.

## Héraldique
| Blason de Flaux | Blason  | De vair, à un pal losangé d'or et de gueules.    |
| Blason de Flaux | Détails | Le statut officiel du blason reste à déterminer. |